# همجنس‌گرایی در روم باستان
همجنس‌گرایی در روم باستان (انگلیسی: Homosexuality in ancient Rome) اغلب به‌طور قابل توجهی با فرهنگ غربی معاصر متفاوت است. زبان لاتین فاقد کلماتی است که دقیقاً «همجنس‌گرایی» و «دگرجنس‌گرایی» را ترجمه کنند. دوگانگی اولیه جنسیت روم باستان فعال مسلط / مردانه و  منفعل تسلیم / زنانه بود. جامعه رومی مرد سالار بود و شهروند مرد آزاد متولد شده دارای آزادی سیاسی لیبرتاس (libertas) بود و تحت عنوان پاتر فامیلیاس حق حکومت بر خود و خانواده اش را داشت.

## همجنسگرایی و قانون
رابرت مارتین فریکز پژوهشگر در زمینه تاریخ سیاسی، حقوقی و مذهبی می‌نویسد: به نظر می‌رسد که اولین قانون روم در مورد همجنس‌گرایی قانون اسکانتینیا بوده‌است که در مقطعی در جمهوری روم (شاید در قرن دوم قبل از میلاد) توسط مجلس روم تصویب شد. اگرچه متن این قانون به خودی خود باقی نمانده‌است، حقوقدانان رومی بعدی قرن دوم و سوم پس از میلاد توضیح می‌دهند که چگونه تجاوز همجنسگرایانه به شهروندان مرد جوان رومی غیرقانونی است. ادبیات رومی جمهوری و امپراتوری اولیه نشان می‌دهد که مردانی که در روابط توافقی شرکت می‌کردند اغلب به‌عنوان غیرمردانه بودن مورد تمسخر قرار می‌گرفتند، اما خود رابطه جنسی همجنس‌گرایی توافقی غیرقانونی نبود.
این در امپراتوری روم بعدی تغییر کرد. در حالی که در سه قرن اول امپراتوری تا آنجایی که مشخص شده‌است هیچ قانونی در مورد همجنس‌گرایی وجود نداشت، در قرن چهارم قوانین جدیدی به وجود آمد که همجنسگرایی مردان را محکوم می‌کرد. اکثر محققان قانون پیچیده‌ای از سال ۳۴۲ پس از میلاد به عنوان فرمانی از امپراتورهای مشترک مسیحی روم کنستانتیوس دوم و کنستانس یکم صادر شد اولین قانون علیه ازدواج همجنس گرایان در روم در نظر می‌گیرند که بر اساس آن روابط جنسی غیرطبیعی باید با دقت مجازات شود. این روند امپراتورها در محکوم کردن همجنس‌گرایی مردان در قوانین ادامه یافت. امپراتورهای والنتینیان دوم، تئودئوس یکم و آرکادیوس در قانون سال ۳۹۰، که این قانون در «قانون مجموعه قوانین تئودوسیوس» و Lex Dei (قانون خدا) یا با نام دیگر مجموعه قوانین موسی و رومیان یا (Collatio Legum Mosaicarum et Romanarum) باقی مانده بود، مقرر کردند که هر مردی که نقش یک زن را در رابطه جنسی داشته باشد، در ملاء عام سوزانده شود.
این قوانین قطعاً تغییری را نسبت به جمهوری روم نشان می‌دهد که در آن، مطمئناً تجاوز جنسی به شهروندان مرد محکوم می‌شد، اما رابطه جنسی همجنس‌گرای توافقی، حتی اگر گاهی مورد تمسخر قرار می‌گرفت، تحمل می‌شد. این تغییر در نهایت در نتایج اقدامات امپراتور مشهور روم کنستانتین بزرگ نهفته‌است. در سال ۳۱۲، این پدر امپراتورهای کنستانتیوس دوم و کنستانس یکم به مسیحیت به عنوان مبنایی برای اقتدار خود دست یافت. کنستانتین بزرگ در طول ۲۵ سال بعدی سلطنت خود از مسیحیت حمایت کرد و به کلیسا کمک مالی کرد. از آنجایی که پسرانش در جامعه‌ای که به‌طور فزاینده مسیحی می‌شد به بلوغ رسیدند، آنها و بسیاری از مشاورانشان با قوانین کتاب مقدس بزرگ می‌شدند؛ بنابراین، اظهارات کتاب لاویان (۱۸. ۲۲، ۲۰. ۱۳) علیه همجنس‌گرایی مردانه به‌عنوان یک امر ناپسند که در نظر خدا مجازات آن اعدام است، منطقاً بر نویسندگان قوانین امپراتوری روم تأثیر گذاشته‌است. چنین سخت‌گیری‌هایی در عهد جدید کتاب مقدس تقویت شد (رومیان ۱. ۲۴–۲۷). بنابراین، به نظر می‌رسد که نفوذ فزاینده کتاب مقدس در یک امپراتوری روم مسیحی به‌طور فزاینده ای باعث شد که امپراتورها همجنس‌گرایی را محکوم کنند.

## تغییر پس از سلطه مسیحیت
انتقال امپراتوری روم از جامعه مشرک به مسیحی با عدم تحمل رو به رشد همجنسگرایی در آداب اجتماعی و قوانین مکتوب مطابقت داشت و احتمالاً به آن کمک کرد. این با این روند کلی همسو است که جوامع مشرک نگرش آزادتری نسبت به تمایلات جنسی نسبت به جوامع توحیدی دارند. دین روم پیش از مسیحیت چندخداپرستی بود: این مذهب عمدتاً توسط اساطیر یونانی شکل گرفت که چندین خدا را نشان می‌دهد که با یکدیگر و با فانیان روابط جنسی داشتند. چنین داستان‌هایی و خود خدایان تقریباً یکپارچه به دوران پیش از مسیحیت به [[دین در امپراتوری روم]دین رومی]] منتقل شدند. ب در واقع، نمونه‌هایی از مدارا نسبت به همجنس‌گرایی و بیان‌های مختلف تمایلات جنسی در امپراتوران اولیه امپراتوری روم مشهود است. در انتظارات اجتماعی، ادبیات و قوانین مکتوب، به نظر می‌رسد که همجنس‌گرایی به عنوان یک جرم تلقی نمی‌شد. اول، عقاید عمومی بر این باور بود که ابرازهای مختلف تمایلات جنسی قابل قبول است. شاید ملموس‌ترین شواهد مبنی بر تساهل امپراتوری روم اولیه در مورد همجنس‌گرایی از قانون مکتوب ناشی می‌شود. در امپراتوری اولیه، روابط همجنس‌گرایان قطعاً قانونی بود.
این نگرش‌های باز پس از ظهور مسیحیت به عنوان تغییر آهسته اما پیوسته دستخوش تغییرات می‌شوند مذهب غالب در امپراتوری روم مسیحیت یک دین توحیدی با خدای متعالی مفرد که کاملاً شبیه خدای یهوه در سنت عبری است. نفوذ فزاینده مسیحیت در امپراتوری روم روندی گسترده‌ای را تشکیل می‌دهد که برای قرن‌ها ادامه دارد، اما توسط امپراتور کنستانتین بزرگ (ح از سال ۲۷۲ تا ۳۳۷) آغاز شده‌است. در سال ۳۸۰ پس از انشعاب امپراتوری روم، مسیحیت، دین امپراتوری توسط امپراتور تئودئوس یکم و همتای غربی او گراتیان به عنوان رسمی شناخته شد. با رشد مسیحیت، امپراتوری روم تحمل کمتری نسبت به همجنسگرایی پیدا کرد. این عدم تحمل هم در بیان هم در نوشته‌های نخستین متفکران مسیحی و هم در قوانین مکتوب اواخر امپراتوری روم اول افزایش یافت. سنت فلسفی دوگانه‌انگاری - این ایده که خیر وجود دارد و نیروهای شیطانی که برای کنترل روح یک مرد می‌جنگند - به‌طور قابل توجهی مسیحیت اولیه را تحت تأثیر قرار داد. قدیس آگوستین سال‌ها عضو یک فرقه دوگانه پرستی بود و سپس به مسیحیت، گروید. بسیاری از اخلاق گرایان مسیحی آگاهانه یا ناخودآگاه تحت تأثیر جریان‌های فکری قدرتمند ثنویت قرار داشتند. دوگانه‌انگارها همه اشکال جنسیت را به عنوان سلاح نیروهای شیطانی در برابر خود نادیده می‌گرفتند. همجنس‌گرایی از نظر برخی از مسیحیان اولیه بدتر از لذت‌های جنسی دگرجنس‌گرا بود زیرا با طرح خالق در بازآفرینی نسل بشر مطابقت نداشت. از ابتدا، احساسات ضد همجنس‌گرایی و عدم تحمل عمومی جنسی بیان با قوانین اخلاقی مسیحی مرتبط بود. در سال ۳۴۲ پس از میلاد، امپراتوری روم قانونی را تصویب کرد که در آن اعلام می‌کرد که کسانی که وارد ازدواج‌های همجنس‌گرا شود مشمول «مجازات بدیع» می‌شود. «قانون ژوستینیان» ۵۳۳ بعد از میلاد روابط همجنس‌گرایان را به‌طور مطلق غیرقانونی اعلام کرد و آن را در ردهٔ طلاق و زنا قرار داد - که همگی آرمان ازدواج مسیحی با جنس‌های متفاوت را نقض می‌کنند. پدران اولیه کلیسا — به‌ویژه کلمنت، جروم، اوریجن و آگوستین — فلسفه پرهیز جنسی را توسعه دادند که هر نوع فعالیت جنسی برای تنها خود لذت منع شده بود. فلسفه فرهنگ پرهیز جنسی  در آن زمان این بود که تنها هدف از فعالیت جنسی تولیدمثل است. در حالی که دشوار و مشکل است که ادعا شود ظهور مسیحیت تنها اثرگذرانده و مسئول این تغییرات در نگرش نسبت به تمایلات جنسی است.